# Long COVID
Long COVID bezeichnet vorübergehende oder dauerhafte gesundheitliche Folgen einer SARS-CoV-2-Infektion. Eine einheitliche Definition liegt bislang nicht vor. Eine akute COVID-19-Erkrankung dauert in der Regel bis zu vier Wochen, sie kann allerdings, etwa bei erforderlicher stationärer Behandlung auf einer Intensivstation, auch mehrere Monate anhalten. Längerfristige Symptome, die über diesen Zeitraum hinaus bestehen oder zusätzlich auftreten, werden oft als Long COVID (bis 12 Wochen) oder Post-COVID-Syndrom (PCS) (länger als 12 Wochen) bezeichnet.
Die Ausprägungen von Long COVID sind sehr unterschiedlich. Sie umfassen eine Verschlechterung bestehender Krankheiten, neu aufgetretene Erkrankungen, Organschäden und postinfektiöse Symptome. Häufige Symptome sind Fatigue (eine starke Entkräftung), post-exertionelle Malaise (Zustandsverschlechterung nach Belastung), Störungen der geistigen Leistungsfähigkeit und autonomer Körperfunktionen, Atembeschwerden sowie mehrere Arten von Schmerzen.
Die genauen Krankheitsmechanismen sind unbekannt. Beschrieben werden vor allem Störungen des Immunsystems, des Nervensystems, der Durchblutung, des Stoffwechsels und des Magen-Darm-Trakts. Die Behandlung richtet sich nach den jeweiligen Ausprägungen. Eine ursächliche Therapie gibt es nicht, einige Symptome können jedoch gelindert werden.
Zur Verbreitung gibt es verschiedene Schätzungen. Long COVID betrifft Erwachsene häufiger als Kinder und Jugendliche. Frauen haben ein höheres Risiko als Männer. Langzeitfolgen kommen nach schwerem Krankheitsverlauf häufiger vor, können aber auch nach mildem Verlauf oder einer unbemerkten Infektion auftreten.

## Bezeichnungen und Definitionen

### Long COVID
Bereits im Mai 2020, kurz nach Beginn der COVID-19-Pandemie, berichteten Menschen in verschiedenen sozialen Netzwerken, dass sie sich nicht von einer COVID-19-Erkrankung erholt hatten. Der Begriff Long COVID (auch Long-COVID oder Long Covid) wurde erstmals zur Beschreibung von eigenen anhaltenden Beschwerden nach durchgemachter COVID-19 als Hashtag #longcovid in einem Tweet auf der Kurznachrichtenplattform Twitter (heute: X) von Elisa Perego verwendet. Er umfasst die Vielzahl gesundheitlicher Probleme nach einer akuten SARS-CoV-2-Infektion. Mit der Zeit hat sich Long COVID zu einem Sammelbegriff aller langfristigen gesundheitlichen Auswirkungen einer SARS-CoV-2-Infektion entwickelt. Er ist der meistverwendete Begriff im Zusammenhang mit Langzeitfolgen einer SARS-CoV-2-Infektion. Die National Academies of Sciences, Engineering, and Medicine beschreiben Long COVID als komplexen, chronischen Krankheitszustand, der mehrere Organsysteme des Körpers betrifft.

### Long COVID – Post-COVID-Syndrom
Eine einheitliche Definition des Begriffs Long COVID existiert noch nicht. Derzeit werden einige unterschiedliche Definitionen parallel verwendet. Der Begriff Long COVID wird häufig vom Begriff Post-COVID-Syndrom abgegrenzt, teilweise werden die Begriffe aber auch synonym benutzt. In den aktuellen deutschen und österreichischen Leit- und Richtlinien wird je nach Zeitraum, in dem die Beschwerden bestehen, wie folgt unterschieden:
- Long-COVID bzw. anhaltende Symptome von COVID-19: Die Symptome bestehen bei Erwachsenen für 4 bis 12 Wochen und bei Kindern und Jugendlichen für 4 bis 8 Wochen.
- Post-COVID(-19)-Syndrom bzw. Post-COVID-Zustand: Die Symptome bestehen bei Erwachsenen länger als 12 Wochen und bei Kindern und Jugendlichen länger als 8 Wochen. Sie sind nicht durch andere Diagnosen erklärbar.

In Anlehnung an den Cochrane Rehabilitation-Review von 2020 kann gemäß deutscher Leitlinie eine der folgenden Kategorien herangezogen werden, um ein Post-COVID-Syndrom zu diagnostizieren:
- Symptome, die nach einer akuten COVID-19 oder deren Behandlung fortbestehen,
- neue Symptome, die nach dem Ende der akuten COVID-19-Phase auftreten, aber als Folge der SARS-CoV-2-Infektion verstanden werden können,
- Verschlechterung einer vorbestehenden Erkrankung in Folge einer SARS-CoV-2-Infektion.

Die Weltgesundheitsorganisation (WHO) definiert gemäß österreichischer Leitlinie einen Post-COVID-Zustand (englisch Post-COVID Condition, PCC) wie folgt:
- In der Regel Auftreten bis 3 Monate nach Beginn der COVID-19/SARS-CoV-2-Infektion,
- Symptome, die über mindestens 2 Monate bestehen und nicht durch eine andere Diagnose erklärt werden können,
- Symptome haben generell Bedeutung für die Alltagsfunktion der Betroffenen,
- Symptome, die eventuell nach ausgehender Erholung von der akuten COVID-19-Episode aufgetreten sind oder seit der ausgehenden Erkrankung bestehen,
- Symptome, die wechselhaft sind oder im Verlauf wiederkehren.

### Weitere Bezeichnungen
Bezeichnungen, die ebenfalls im Zusammenhang mit Langzeitfolgen einer SARS-CoV-2-Infektion verwendet werden, sind unter anderem: Anhaltende Folgen von COVID-19, postvirales Zustandsbild nach COVID-19, Post COVID (auch Post-COVID oder Post Covid), postviraler Zustand nach COVID, chronisches COVID Syndrom (CCS), englisch post-acute sequelae of COVID-19 (PASC) oder englisch COVID-19 long-hauler. Long-COVID-ähnliche Symptome infolge einer Impfung gegen das Virus werden als Post-Vac-Syndrom bezeichnet.

## Symptome und Krankheiten
Long COVID manifestiert sich in vielfältigen Symptomen oder Krankheiten, die vorübergehend (über Wochen, Monate oder Jahre) oder dauerhaft anhalten können, und umfasst neue oder bereits vorhandene Krankheitszustände, die sich verschlechtern. Es werden bis zu 200 verschiedene Symptome beschrieben, die jeden Bereich des Körpers betreffen können. Die Symptome können einzeln oder in Kombination auftreten und sich über die Zeit verändern, zeitweilig unterbrochen sein und wieder neu auftreten. Aktueller Forschungsgegenstand ist es, Untergruppen und Symptomcluster herauszubilden.
Der Schweregrad der Symptome reicht von leichten bis schweren Einschränkungen und einer Behinderung. Die Fähigkeit an Aktivitäten des alltäglichen Lebens teilzuhaben kann eingeschränkt sein. Ein Teil der Betroffenen ist nur eingeschränkt schul- bzw. arbeitsfähig oder schul- bzw. arbeitsunfähig. Einige Erkrankte sind pflegebedürftig.
Zu den häufigsten Symptomen von Long COVID zählen Kurzatmigkeit, Fatigue (eine starke Entkräftung) und Störungen der geistigen Leistungsfähigkeit (englisch brain fog) wie Konzentrations- und Gedächtnisstörungen. Berichte über anhaltende Kurzatmigkeit liegen zwischen 26 % und 41 %, wobei auch weitere Atembeschwerden wie Atemnot bei Belastung und anhaltender Husten möglich sind. Über 50 % der Betroffenen sind von post-exertioneller Malaise (Zustandsverschlechterung nach Belastung) betroffen. Weitere mögliche Symptome sind Störungen autonomer Körperfunktionen wie eine orthostatische Intoleranz mit unter anderem Benommenheit, Schwindel, kurzzeitiger Bewusstlosigkeit und Herzklopfen nach dem Aufrichten, Gelenk- und/oder Muskelschmerzen, Kopfschmerzen, psychiatrische Manifestationen wie eine Angststörung oder depressive Verstimmungen, Störungen oder Verlust des Riech- und/oder Schmeckvermögens, Schlafstörungen, Brustschmerzen oder Brustenge, sexuelle Fehlfunktion, Menstruationsstörungen und -beschwerden, Bauchschmerzen, Übelkeit und Verdauungsbeschwerden, Nervenschmerzen und andere Missempfindungen, Haarausfall sowie Hörstörungen wie Tinnitus.
Die Symptome von Long COVID weisen Gemeinsamkeiten mit den Symptomen anderer postakuter Infektionssyndrome auf. Bei einem Teil der Long-COVID-Betroffenen wird die Myalgische Enzephalomyelitis/das Chronische Fatigue-Syndrom (ME/CFS) diagnostiziert. Manifestationen, die das autonome Nervensystem betreffen, sind vor allem das posturale (orthostatische) Tachykardiesyndrom (POTS) und seltener die vasovagale Synkope sowie die orthostatische Hypotonie. Auch die Small-Fiber-Neuropathie kann eine Ausprägung sein. Symptome des Mastzellaktivierungssyndroms (MCAS) treten bei Long COVID vermehrt auf. Einige Erkrankte erfüllen die Kriterien einer Fibromyalgie.
Außerdem werden Diabetes Typ 2, Autoimmunerkrankungen wie das Guillain-Barré-Syndrom, Diabetes Typ 1, autoimmune Polyneuropathien und Enzephalitiden oder Lupus erythematodes und Venenthrombosen beobachtet. Des Weiteren kann Long COVID als Folge der Infektion oder der COVID-19-Therapie zu Schädigungen an Organen wie Lungenfibrose, Schlaganfällen, Herz- oder Nierenerkrankungen führen.
Abzugrenzen sind Symptome des Post-Intensivpflege-Syndroms (englisch post intensive care syndrome, PICS) und einer posttraumatischen Belastungsstörung (PTBS), die nach intensivmedizinischer Behandlung eines schweren COVID-19-Verlaufs auftreten können.

## Verbreitung

### Gesamtverbreitung
Stand 2024 ist keine Aussage über die genaue Verbreitung von Long COVID möglich. Beschreibungen unterscheiden sich in wissenschaftlicher Literatur.
Die Entwicklungen der COVID-19-Pandemie beeinflussen die Häufigkeit: Nach einer Infektion mit der Omicron-Variante könnte Long COVID seltener auftreten. Jedoch ging die Omicron-Welle mit einem starken Anstieg der Infiziertenzahlen einher. Damit ist eine Zunahme der Betroffenen anzunehmen. Darüber hinaus scheinen ein risikoreduzierender Effekt von Impfungen und antiviralen Medikamenten während der akuten Erkrankung sowie ein zunehmendes Risiko durch wiederholte Infektionen von Bedeutung zu sein. Eine Schwierigkeit bei der Erfassung der Häufigkeit ist, dass viele Betroffene wahrscheinlich nicht medizinisch versorgt sind.
Es wird angenommen, dass Langzeitfolgen nach einer SARS-CoV-2-Infektion häufiger auftreten als bei anderen Virusinfektionen.
Eine Auswahl von Schätzungen der Krankheitshäufigkeit ist:
| Zeitpunkt der Auswertung | Häufigkeit | Geographischer Raum                                              |
| ------------------------ | --- | ---------------------------------------------------------------- |
| 2022                     | In der Gesamtbevölkerung hatten 6,9 % der Erwachsenen und 1,3 % der Kinder zu einem Zeitpunkt Long COVID. 3,4 % der Erwachsenen und 0,5 % der Kinder hatten Long COVID zum Zeitpunkt der Erhebung. | USA                                                              |
| 2023                     | 10–30 % der nicht im Krankenhaus behandelten, 50–70 % der im Krankenhaus behandelten und 10–12 % der geimpften COVID-19-Erkrankten entwickelten Long COVID.                                        | Großbritannien, USA                                              |
| 2023                     | 7,8–17 % der SARS-CoV-2-Infizierten hatten länger als 12 Wochen anhaltende Symptome. | Großbritannien                                                   |
| 2023                     | 5–10 % aller Infizierten erkrankten an einem Post-COVID-Syndrom. | China, Deutschland, Frankreich, Großbritannien, Italien, Spanien |
| 2023                     | 2,9 % der Gesamtbevölkerung waren von Long COVID bzw. einem Post-COVID-Syndrom betroffen. | Großbritannien                                                   |
| 2024                     | 50–85 % der im Krankenhaus behandelten, 10–35 % der ungeimpften, nicht hospitalisierten und 8–12 % der geimpften Infizierten hatten Long COVID.                                                    | global                                                           |
| 2024                     | 1,8 % der Infizierten aller Altersgruppen waren länger als 12 Wochen an Long COVID erkrankt. | England, Schottland                                              |
| 2024                     | Im Juni 2022 gaben 7,5 % der Erwachsenen der Gesamtbevölkerung an, von Long COVID betroffen zu sein. Im Januar 2023 waren es 5,9 % und im Januar 2024 6,8 %.                                       | USA                                                              |

Die globale Krankheitshäufigkeit (Inzidenz) von Long COVID im Verlauf der Pandemie wird 2024 in einer Übersichtsarbeit geschätzt: Demnach sollen im Jahr 2020 65 Millionen Menschen an Long COVID erkrankt gewesen sein. Im weiteren Verlauf wird eine zunehmende (kumulative) Häufigkeit beschrieben. 2023 könnte die Inzidenz bei 409 Millionen Menschen weltweit gelegen haben. Es wird betont, dass dies eine zurückhaltende Schätzung auf der Grundlage symptomatischer Infektionen ist und die tatsächliche Häufigkeit höher sein könnte.

### Verbreitung nach Alter und Geschlecht
Während Long COVID jeden Menschen nach einer SARS-CoV-2-Infektion betreffen kann, verzeichnen einige Gruppen von Menschen ein erhöhtes Risiko. Long COVID betrifft Erwachsene sowie Kinder und Jugendliche, wobei Kinder und Jugendliche seltener betroffen sind als Erwachsene. Der Zusammenhang zwischen Alter und Long COVID bei Erwachsenen wird unterschiedlich diskutiert. Während regelmäßig jüngeres und mittleres Lebensalter als Risikofaktor genannt wird, wird teilweise auch eine Zunahme des Risikos mit fortgeschrittenem Lebensalter beschrieben. Frauen erkranken häufiger als Männer. Es wird ein zwei- bis dreifach erhöhtes Risiko für Frauen aufgeführt. Einige Forschungsergebnisse legen nahe, dass auch im Kindes- und Jugendalter das Risiko für Mädchen höher ist als für Jungen und Heranwachsende häufiger betroffen sind als Kinder.

### Risikofaktoren
Neben dem Alter und dem weiblichen Geschlecht werden unter anderem folgende Risikofaktoren diskutiert:
- Bestehende Vorerkrankungen oder eine Behinderung,[53][69] insbesondere Asthma und COPD,[70] Übergewicht, Angstzustände und Depression[71]
- ein schwerer COVID-19-Krankheitsverlauf,[64][15][59]
- fehlender oder unzureichender Impfschutz gegen COVID-19,[15][53][69]
- Reinfektionen[59][64][72] sowie
- viele Symptome,[15][53][23]
- eine hohe Viruslast,[53][23]
- keine oder nicht ausreichende Ruhe während der akuten COVID-19-Erkrankung[15][23] und
- Armut.[71]

### Prognose
Long COVID kann vorübergehend sein oder zu chronischen Ausprägungen führen, die lebenslang bestehen. Zudem kann Long COVID tödlich verlaufen. Als Problem bei der Erfassung der Krankheitsdauer wird unter anderem die fehlende Unterscheidung zwischen vollständiger Genesung und dem Rückgang der Symptome (Remission) benannt. Während eine Verbesserung der Symptome im ersten Jahr nach der Infektion regelmäßig vorkommt, wird beschrieben, dass eine vollständige Genesung nach einem Jahr selten und nach zwei Jahren sehr unwahrscheinlich ist. Die deutsche Long- bzw. Post-COVID-Leitlinie schreibt im Gegensatz dazu, dass Spontanheilungen und Abschwächungen der Symptome häufig vorkommen. Neben der Krankheitsdauer wird auch die Möglichkeit latenter Risiken diskutiert, die sich erst Jahre nach einer SARS-CoV-2-Infektion ausbilden.

## Ursachen und Pathophysiologie

### Ursachen
Long COVID wird durch eine Infektion mit SARS-CoV-2 ausgelöst und gehört zur Gruppe der postakuten Infektionssyndrome. Long-COVID-Symptome werden nach allen COVID-19-Krankheitsverläufen beschrieben. Das Risiko an Long COVID zu erkranken erhöht sich mit dem Schweregrad der akuten Infektion. Die österreichische Leitlinie sieht die Ursache bei der Betroffenengruppe mit einem schweren Verlauf vor allem in Organschäden. Menschen mit leichter COVID-19 stellen aufgrund der höheren Gesamtzahl den Großteil der Betroffenen mit Long COVID dar. Zudem kann Long COVID nach einer unbemerkten Infektion auftreten.
In seltenen Fällen werden Long-COVID-ähnliche Symptome nach einer Impfung gegen COVID-19 beschrieben. Laut Paul-Ehrlich-Institut gibt es jedoch keine Hinweise auf einen ursächlichen Zusammenhang zwischen einer COVID-19-Impfung und Long-COVID-ähnlichen Symptomen. Der Nutzen von COVID-19-Impfungen ist deutlich größer als mögliche Risiken.

### Pathophysiologie

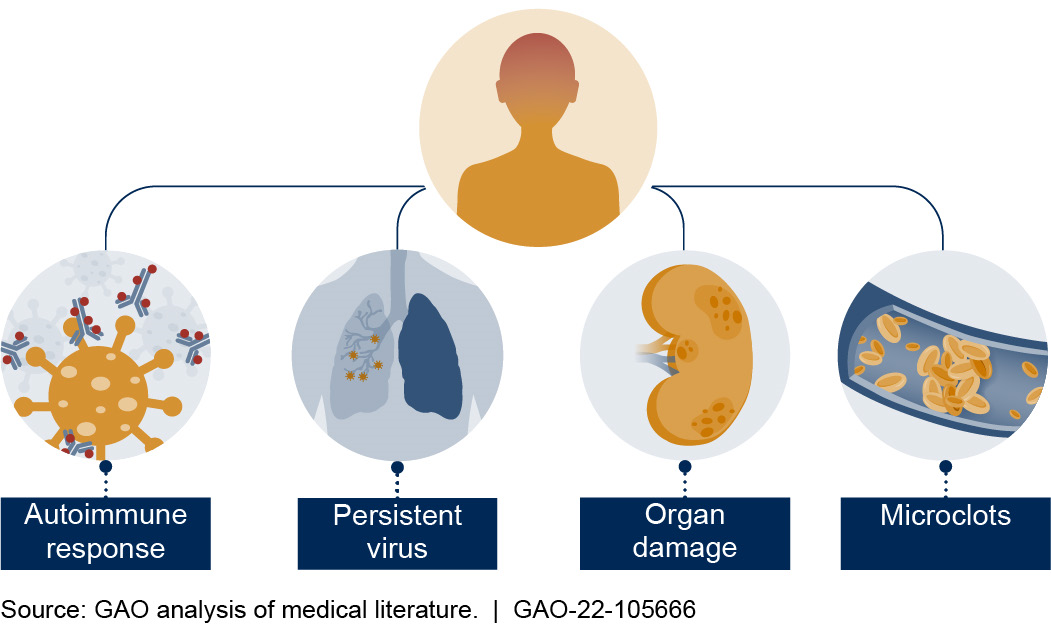
Mögliche Ursachen von Long COVID

Long COVID ist eine Multisystemerkrankung, die nahezu jedes Organsystem betreffen kann. Zu den Krankheitsmechanismen gibt es zahlreiche Beobachtungen und Erklärungsversuche, aber keine gesicherten Erkenntnisse. Wahrscheinlich handelt es sich bei Long COVID um eine Krankheit mit mehreren Untergruppen, bei denen sich die genauen Mechanismen unterscheiden. Beschrieben werden vor allem Fehlfunktionen des Immunsystems, des Nervensystems, der Durchblutung und der Gefäße, des Stoffwechsels und des Magen-Darm-Trakts. Die Mechanismen können gleichzeitig stattfinden und sich gegenseitig beeinflussen. Sie können außerdem in unterschiedlicher Intensität ausgeprägt sein.
Es wurden mehrere Hypothesen zur Erklärung der Entstehungsmechanismen des Long COVID aufgestellt, darunter:
- Blutgerinnung und endotheliale Dysfunktion in den Blutgefäßen,
- neurologische Probleme: Probleme mit der Signalübertragung vom Hirnstamm und dem Vagusnerv,
- Auswirkungen des Virus auf das Mikrobiom, einschließlich viraler Persistenz,
- Dysregulation des Immunsystems, einschließlich der Reaktivierung von latenten Viren wie dem Epstein-Barr-Virus,
- gegen körpereigene Stoffe fehlgerichtete Immunantwort (Autoimmunität).

## Diagnose
Die Diagnostik bei Verdacht auf Long COVID soll in Deutschland gemäß der Richtlinie des Gemeinsamen Bundesausschusses grundsätzlich von Hausärztinnen und Hausärzten durchgeführt und koordiniert werden. Gegebenenfalls sollen Fachärztinnen und Fachärzte sowie spezialisierte Ambulanzen in die Diagnostik einbezogen werden.
Da bisher keine eindeutigen Biomarker in der ärztlichen Praxis verfügbar sind, hat ein ärztliches Gespräch (Anamnese) eine besondere Bedeutung. In der Anamnese werden Symptome erhoben und bei hinweisender Symptomatik vor allem eine mögliche orthostatische Intoleranz, eine post-exertionelle Malaise (PEM) und/oder ein posturales (orthostatisches) Tachykardiesyndrom (POTS) ersterfasst. Die Diagnose wird anhand einer angenommenen Infektion mit SARS-CoV-2, dem Vorhandensein von Long-COVID-Symptomen und unter Berücksichtigung anderer möglicher Ursachen gestellt. Laut Definition der National Academies of Sciences, Engineering, and Medicine ist für eine Long-COVID-Diagnose kein positiver SARS-CoV-2-Test notwendig, da der Zugang zu Nachweismöglichkeiten nicht immer gegeben ist. Differenzialdiagnostik wird durchgeführt und die funktionelle Leistungsfähigkeit der Betroffenen festgehalten.
Organbezogene Symptome wie beispielsweise Atembeschwerden werden entsprechend der jeweiligen Leitlinien abgeklärt. Die Myalgische Enzephalomyelitis/das Chronische Fatigue-Syndrom (ME/CFS) wird anhand der Kanadischen Konsenskriterien oder der Kriterien des Institute of Medicine diagnostiziert. Ein Stehtest und/oder eine Kipptischuntersuchung können die Diagnose eines POTS oder einer orthostatischen Hypotonie sichern. Die Diagnose eines Mastzellaktivierungssyndroms (MCAS) wird gemäß Konsenskriterien gestellt.
Zu beachten ist, dass Long COVID häufig in Form anderer Erkrankungen, darunter insbesondere psychische und psychosomatische Erkrankungen, fehldiagnostiziert wird.

## Therapie
Die Behandlung von Folgen einer SARS-CoV-2-Infektion richtet sich nach den jeweiligen Ausprägungen.
Eine ursächliche Therapie für Long COVID im Sinne eines postakuten Infektionssyndroms gibt es bisher nicht, jedoch können einzelne Beschwerden gelindert werden. Vorrangig werden nicht-medikamentöse Maßnahmen empfohlen. Unter Umständen werden Medikamente auch Off-Label eingesetzt.

### Zugang zu Therapien
Im September 2024 wurde in Deutschland im Rahmen des vierten Runden Tischs der Long-COVID-Initiative des Bundesministeriums für Gesundheit ein „Therapiekompass“ mit einer In-Label-Use-Liste veröffentlicht, durch die Long-COVID-Betroffene erleichterten Zugang zu Arzneimitteln erhalten sollen, um einer Unterversorgung entgegenzuwirken. Des Weiteren ist eine Liste für Medikamente im Off-Label-Use geplant. Diese soll Medikamente umfassen, die außerhalb der Zulassung verordnet und erstattet werden können. In Österreich erstatten die Sozialversicherungsträger seit Dezember 2024 bestimmte Medikamente für den Off-Label-Use.

### Individuelles Energiemanagement (Pacing)
Körperliche Aktivierungstherapien und Sporttherapien beinhalten bei der Behandlung von Long COVID teilweise Risiken. Insbesondere bei Betroffenen mit post-exertioneller Malaise (PEM) können solche Therapien unter anderem durch Entzündungsprozesse zu weiteren Verschlechterungen des Gesundheitszustandes führen. Beim Vorliegen von PEM wird ein individuelles Energiemanagement (Pacing) empfohlen.

### Fatigue
Postinfektiöse Fatigue kann als leitendes Einzelsymptom auftreten, eine PEM begleiten oder sich im Rahmen einer Störung des autonomen Nervensystems (siehe orthostatische Intoleranz) manifestieren. Als Einzelsymptom bildet sie sich oft (nach Wochen oder Monaten) von selbst zurück. Beim gleichzeitigen Vorliegen von Fatigue und PEM ist Pacing zu beachten. Liegt keine PEM vor, kann nach Ausschluss anderer Erkrankungen eine langsame körperliche Aktivierung erfolgen. Auf das Vorhandensein weiterer Symptome ist zu achten. Eine Fehlfunktion des autonomen Nervensystems als Ursache der Fatigue sollte entsprechend behandelt werden. Derzeit gibt es keine Medikamente, die zur Behandlung von Fatigue zugelassen sind.

### Störungen der geistigen Leistungsfähigkeit
Nach dem Ausschluss anderer Ursachen wird bei Störungen der geistigen Leistungsfähigkeit als Ausprägung eines postakuten Infektionssyndroms kognitives Pacing empfohlen. Das kann beispielsweise bedeuten, nicht mehrere Aufgaben gleichzeitig zu erledigen.

### Orthostatische Intoleranz
Die Behandlung einer orthostatischen Intoleranz wie vor allem bei dem posturalen orthostatischen Tachykardiesyndrom (POTS) oder der orthostatischen Hypotonie basiert auf einem nicht-medikamentösen Symptommanagement. Nach Ausschluss von Kontraindikationen werden eine Erhöhung der Salz- und der Flüssigkeitszufuhr, das Tragen von Kompressionskleidung (Strümpfe, Strumpfhose und/oder Bauchbinde), eine Ernährungsumstellung und entlastende Körperhaltungen („physikalische Gegenmanöver“) empfohlen. Oft wird eine körperliche Aktivierungstherapie befürwortet, wobei stellenweise auf das Risiko einer möglichen Symptomverschlechterung hingewiesen wird. Sofern eine orthostatische Intoleranz und PEM gleichzeitig vorliegen, ist Pacing zu beachten. Faktoren, die zu einer Verschlechterung der Symptome führen, sollten gemieden werden.
Bei unzureichender Reaktion auf nicht-medikamentöse Maßnahmen werden (teilweise Off-Label-)Medikamente eingesetzt. Die In-Label-Use-Liste des Bundesministeriums für Gesundheit empfiehlt bei einer orthostatischen Hypotonie Sympathomimetika (Midodrin) und Mineralokortikoide (Fludrocortison).

### Mastzellaktivierungssyndrom (MCAS)
Bei Symptomen, die zu einer Überaktivität der Mastzellen passen, können Off-Label-Therapieversuche angemessen sein. Die In-Label-Use-Liste des Bundesministeriums für Gesundheit sieht vor, dass Antihistaminika (Desloratadin, Fexofenadin oder Ketotifen) eingesetzt werden können.

### Therapeutische Ansätze in der Forschung
Da Long COVID unterschiedliche Bereiche des Körpers betrifft, wird davon ausgegangen, dass verschiedene therapeutische Ansätze benötigt werden. In der Forschung werden unter anderem untersucht:
- Die Behandlung im Körper verbleibender Viren oder Virusteile mit beispielsweise monoklonalen Antikörpern, SARS-CoV-2-spezifischen Virostatika und Virostatika gegen reaktivierte Herpesviren.
- Die Behandlung von Fehlfunktionen des Immunsystems mit beispielsweise JAK-STAT-Inhibitoren, Checkpoint-Inhibitoren, Immunglobulinen, einer Immunadsorption, Efgartigimod (Vyvgart), Rintatolimod (Ampligen) und BC 007 (Rovunaptabin).
- Die Behandlung von Durchblutungsstörungen mit beispielsweise Antikoagulanzien.

Weitere Anhaltspunkte umfassen die Behandlung von Fehlfunktionen der Mitochondrien und Störungen des autonomen Nervensystems. Ebenfalls werden regenerative Therapien wie eine Stammzelltherapie diskutiert. Auch die rein symptomatische Behandlung mit z. B. Antihistaminika, Low-Dose-Naltrexone (LDN) und Ivabradin wird derzeit untersucht. Gegenstand aktueller Forschung sind außerdem Pacing-Strategien.
In einer randomisierten und placebo-kontrollierten Studie konnte für das in der Akutbehandlung von COVID-19 wirksame Nirmatrelvir-Ritonavir keine über den Placebo-Effekt hinausgehende Wirksamkeit hinsichtlich einer Verbesserung verschiedener Long-COVID-Symptome belegt werden. In wissenschaftlicher Literatur wird darauf hingewiesen, dass die Entwicklung neuartiger Virostatika notwendig sein könnte.
Es gibt Berichte über die Wirksamkeit einer therapeutischen Impfung gegen SARS-CoV-2. Studien dahingehend sind jedoch nicht aussagekräftig genug, um einen Effekt zu belegen. Infolgedessen wird eine Impfung mit dem Ziel der Verbesserung der Long-COVID-Symptome nur im Rahmen von Studien empfohlen.

## Vorbeugung

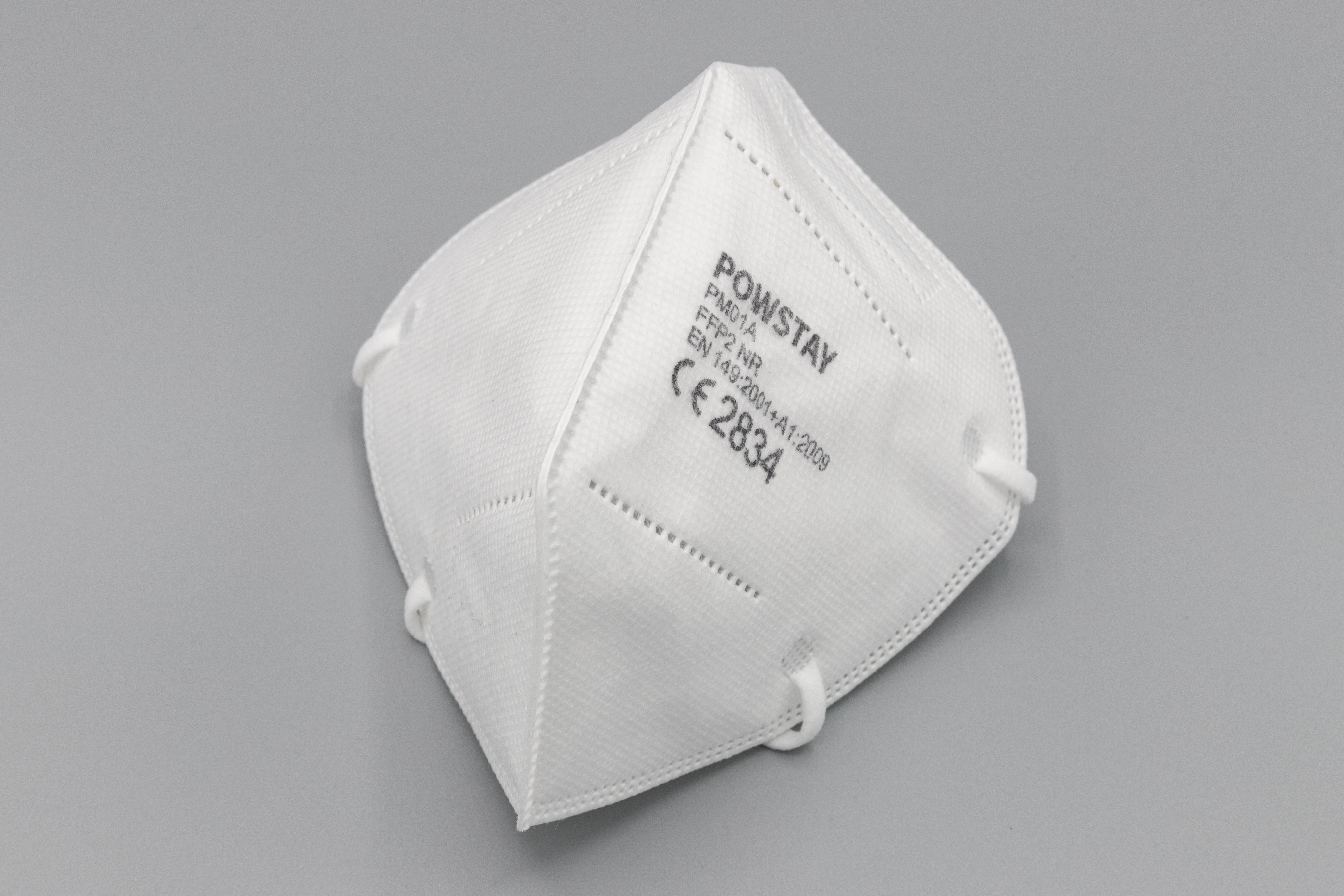
Durch das Tragen einer FFP2-Maske oder eines höherwertigen Modells kann man sich und andere vor (weiteren) Infektionen schützen

Vor dem Hintergrund fehlender Heilungsmöglichkeiten von Long COVID hat Prävention eine besondere Bedeutung. Als beste Vorbeugung gilt die Vermeidung von Infektionen mit SARS-CoV-2 durch Infektionsschutzmaßnahmen. Zudem gibt es Hinweise darauf, dass wiederholte Infektionen den Zustand bei bestehendem Long COVID verschlechtern können.
Verhaltensweisen, um das Risiko einer (wiederholten) Ansteckung zu senken, sind:
- Die Überwachung der Luftqualität in Innenräumen durch Lüften oder Luftfilter,
- das Tragen einer geeigneten Infektionsschutzmaske,
- andere unterstützen, bei Krankheitssymptomen zu Hause zu bleiben und
- die Beachtung von Hygieneregeln wie Händewaschen oder in die Armbeuge husten und niesen.

Eine risikoreduzierende Wirkung von COVID-19-Impfstoffen wurde in mehreren Studien beobachtet. Aufgrund der unterschiedlichen Definitionen von Long COVID ist aber bisher keine abschließende Aussage über den Umfang und die Dauer des Effekts möglich. Außerdem wird ein Einfluss von Maßnahmen zur Senkung der Krankheitslast während einer COVID-19-Erkrankung durch antivirale Medikamente diskutiert. Menschen, die akut erkrankt sind, wird empfohlen, sich auszuruhen.

## Wirtschaftliche Folgen
Long COVID ist eine Krankheit, die zu individueller finanzieller Belastung bei Betroffenen und pflegenden Angehörigen führt und weitreichende volkswirtschaftliche Auswirkungen hat. Viele Betroffene können nur eingeschränkt arbeiten oder sind arbeitsunfähig. Kinder und Jugendliche sind teilweise nicht in der Lage, zur Schule zu gehen. Folgekosten für die Volkswirtschaft entstehen unter anderem durch medizinische Versorgung, Lohnfortzahlung, Verrentung und den Verlust an Wertschöpfung und Produktivität Betroffener und ihrer pflegenden Angehörigen.
Laut einer Schätzung waren 2022 zwischen zwei und vier Millionen US-Amerikanerinnen und -Amerikaner wegen Long COVID arbeitsunfähig. Eine Erhebung aus Großbritannien stellte fest, dass 2022 20 % der Betroffenen mit Long COVID gar nicht und 16 % nur reduziert arbeiteten. Eine Untersuchung britischer Long-COVID-Erkrankter legt deutliche Wohlstandseinbußen für Betroffene nahe. Demnach sank die durchschnittliche Arbeitszeit der 366 Untersuchten um 51,7 %, was im Schnitt eine Verringerung des Monatseinkommens um 24,5 % verursachte. Konservativen Berechnungen zufolge könnte der jährliche wirtschaftliche Schaden weltweit durch Long COVID etwa eine Billion US-Dollar betragen.
In einer Studie werden basierend auf Daten aus dem Jahr 2021 mögliche wirtschaftliche Folgen für Deutschland veranschlagt: Demnach könnten der jährliche Produktionsverlust 3,4 Milliarden Euro, der Verlust an Bruttowertschöpfung 5,7 Milliarden Euro und die Kosten für Rentenzahlungen 2,1 Milliarden Euro betragen haben. Es wird vermutet, dass mittelfristig voraussichtlich 0,4 % der Arbeitnehmerinnen und Arbeitnehmer dem Arbeitsmarkt wegen Long COVID teilweise oder gar nicht mehr zur Verfügung stehen. Die wirtschaftlichen Folgen könnten zudem zunehmen.

## Reaktionen des Gesundheitswesens und der Politik

### Deutschland

#### Ambulanzen und Rehabilitationsmaßnahmen
An verschiedenen Kliniken wurden Long- und Post-COVID-Ambulanzen und -Sprechstunden eingerichtet. In wissenschaftlicher Literatur wird darauf hingewiesen, dass entsprechende Ambulanzen lange Wartelisten haben und Telemedizin und Hausbesuche für hausgebundene und bettlägerige Betroffene ausgebaut werden müssen.
Einige Rehabilitationskliniken haben fächerübergreifende Angebote entwickelt. Die Gruppe der Post-COVID-Betroffenen stellte 2021 in vielen pneumologischen Rehabilitationskliniken die häufigste Diagnosegruppe dar. Für Betroffene mit ME/CFS gibt es bisher hingegen kaum spezialisierte Anlaufstellen.

#### Leit- und Richtlinien
Seit Juli 2021 steht eine unter Federführung der Deutschen Gesellschaft für Pneumologie und Beatmungsmedizin erarbeitete S1-Leitlinie zur Diagnostik und Therapie von Long COVID zur Verfügung. Eine Aktualisierung wurde im Mai 2024 veröffentlicht. Für Patientinnen und Patienten gibt es darüber hinaus eine separate Leitlinie.
Im Mai 2024 trat die rechtsverbindliche Long-COVID-Richtlinie des Gemeinsamen Bundesausschusses in Kraft. Die Richtlinie regelt die berufsgruppenübergreifende, koordinierte und strukturierte Versorgung von Patientinnen und Patienten mit Verdacht auf Long COVID und Erkrankungen, die eine ähnliche Ursache oder Krankheitsausprägung aufweisen.

#### Berufskrankheit und Arbeitsunfall
Eine Infektion mit SARS-CoV-2 kann unter bestimmten Umständen als Berufskrankheit oder Arbeitsunfall eingestuft werden. In diesem Fall ist die Gesetzliche Unfallversicherung für die Finanzierung der durch die Infektion verursachten Schäden zuständig. Als „Arbeitsunfall“ kann auch die Infektion von Schülerinnen und Schülern oder Studierenden in der Schule oder Hochschule eingestuft werden. Voraussetzung für eine Finanzierung von Folgekosten einer Infektion mit SARS-CoV-2 durch die Gesetzliche Unfallversicherung ist der Nachweis, dass die Infektion während der Ausübung der versicherten Tätigkeit stattgefunden hat. Erforderlich hierfür ist der Nachweis, dass in diesem Zeitraum ein intensiver Kontakt mit einer infizierten „Indexperson“ stattgefunden hat oder dass „es im unmittelbaren Tätigkeitsumfeld (z.B. innerhalb eines Betriebs oder Schule) der betroffenen Person nachweislich eine größere Anzahl von infektiösen Personen gegeben hat und konkrete, die Infektion begünstigende Bedingungen bei der versicherten Tätigkeit vorgelegen haben.“
Wird die Infektion als Berufskrankheit oder Arbeitsunfall anerkannt, besteht bei einer länger als 26 Wochen bestehenden Invalidität ein Anspruch auf Erhalt einer Rente aus der Unfallversicherung. Dabei muss der Grad der Einschränkung bei mindestens 20 Prozent liegen.
In der Deutschen Gesetzlichen Unfallversicherung (DGUV) wurden bis zum 30. Juni 2024 359.763 COVID-19-Erkrankungen als Berufskrankheiten anerkannt. Dazu kommen 27.096 als Arbeitsunfall anerkannte Infektionen.

### Österreich
In Österreich wurde im Mai 2021 von den Bundesländern die Errichtung spezieller Long-COVID-Rehaeinrichtungen gefordert. Der Dachverband der Sozialversicherungsträger lehnte dies ab.
Im Dezember 2021 veröffentlichten acht österreichische medizinische Fachgesellschaften erstmals gemeinsam eine Leitlinie, die sich insbesondere an die hausärztliche Primärversorgung und andere medizinische Erstkontakteinrichtungen richtete. Eine Aktualisierung erfolgte im August 2023. Die Leitlinie wurde außerdem hinsichtlich der übergeordneten Gruppe der postakuten Infektionssyndrome erweitert.
Im September 2024 hat das österreichische Gesundheitsministerium die Medizinische Universität Wien (MedUni Wien) mit dem Betrieb eines Nationalen Referenzzentrums für postakute Infektionssyndrome inklusive ME/CFS beauftragt. Unter der Leitung von Kathryn Hoffmann und Eva Untersmayr-Elsenhuber finden dort vor allem Versorgungsforschung und die Schulung von Gesundheitspersonal statt.

### Schweiz
Das Bundesamt für Gesundheit (BAG) bietet eine Informationsseite zu den „Langzeitfolgen von Covid-19“ an und unterstützt die Plattform Altea, welche sich an Betroffene von Long COVID, deren Angehörige sowie medizinische Fachpersonen und Forschende richtet. Verschiedene Spitäler haben spezialisierte Sprechstunden eingerichtet. Angebote für Betroffene sind im Verzeichnis von Altea aufgeführt. Mit den rechtlichen Folgen für Betroffene befassen sich Fachanwältinnen und -anwälte, die sich im Verband Covid Langzeitfolgen zusammengeschlossen haben. Die Schweizerische Neurologische Gesellschaft (SNG) hat eine Task Force Long Covid gegründet.

## Reaktionen von Betroffenen

### Selbsthilfegruppen
Viele Long-COVID-Betroffene haben sich Gruppen auf Social-Media-Websites angeschlossen, die entweder international oder in kleineren geografischen Gebieten angesiedelt sind. In vielen dieser Gruppen berichten sie über die Herausforderungen, die das Leben mit ihren Symptomen mit sich bringt. Nicht nur in Deutschland haben viele von ihnen den Eindruck, vom Gesundheitswesen und von Behörden zu wenig Aufmerksamkeit und Verständnis zu erhalten.
Am 13. August 2020 richteten „Langzeitbetroffene“ (Selbstbezeichnung einer deutschen Selbsthilfegruppe auf Facebook) ein Schreiben an das Bundesministerium für Gesundheit. Die Gruppe wurde dem Schreiben zufolge „gegründet, um ehemals Covid-19 infizierten eine Unterstützung zu bieten und über die bislang unbekannten langfristigen Auswirkungen der Infektion in den deutschsprachigen Medien zu berichten. Zudem versuchen wir eine deutschlandweite, fachübergreifende Nachbetreuung zu organisieren.“ Die Gruppe appellierte an das Ministerium,
- regionale, fachübergreifende Ambulanzen zur Akut- und Langzeitbehandlung der Langzeitbetroffenen einzurichten;
- die COVID-19-Langzeiterkrankung und die damit verbundene Arbeitsunfähigkeit öffentlich als solche anzuerkennen;
- Studien zu fördern, um die Grundlagen der Erkrankung zu erforschen;
- fachübergreifende medizinische Leitlinien zu fördern, damit Hausärzte und Internisten bundesweit der neuen Evidenz entsprechend behandeln können;
- eine „Symptom-Tracking-App“ gemäß der englischen App „Zoe“ zu fördern, um schwere oder lange Verläufe vorherzusagen und zu betreuen.

Laut Selbsthilfeinitiativen müsse „gesellschaftlich und medizinisch anerkannt werden, dass viele der Beschwerden nicht psychosomatisch begründet, sondern direkte Folgen der Corona-Erkrankung“ seien. Sie beklagten im Januar 2021, dass es an einer flächendeckenden Infrastruktur zur Unterstützung mangele.

### Long COVID Awareness Day

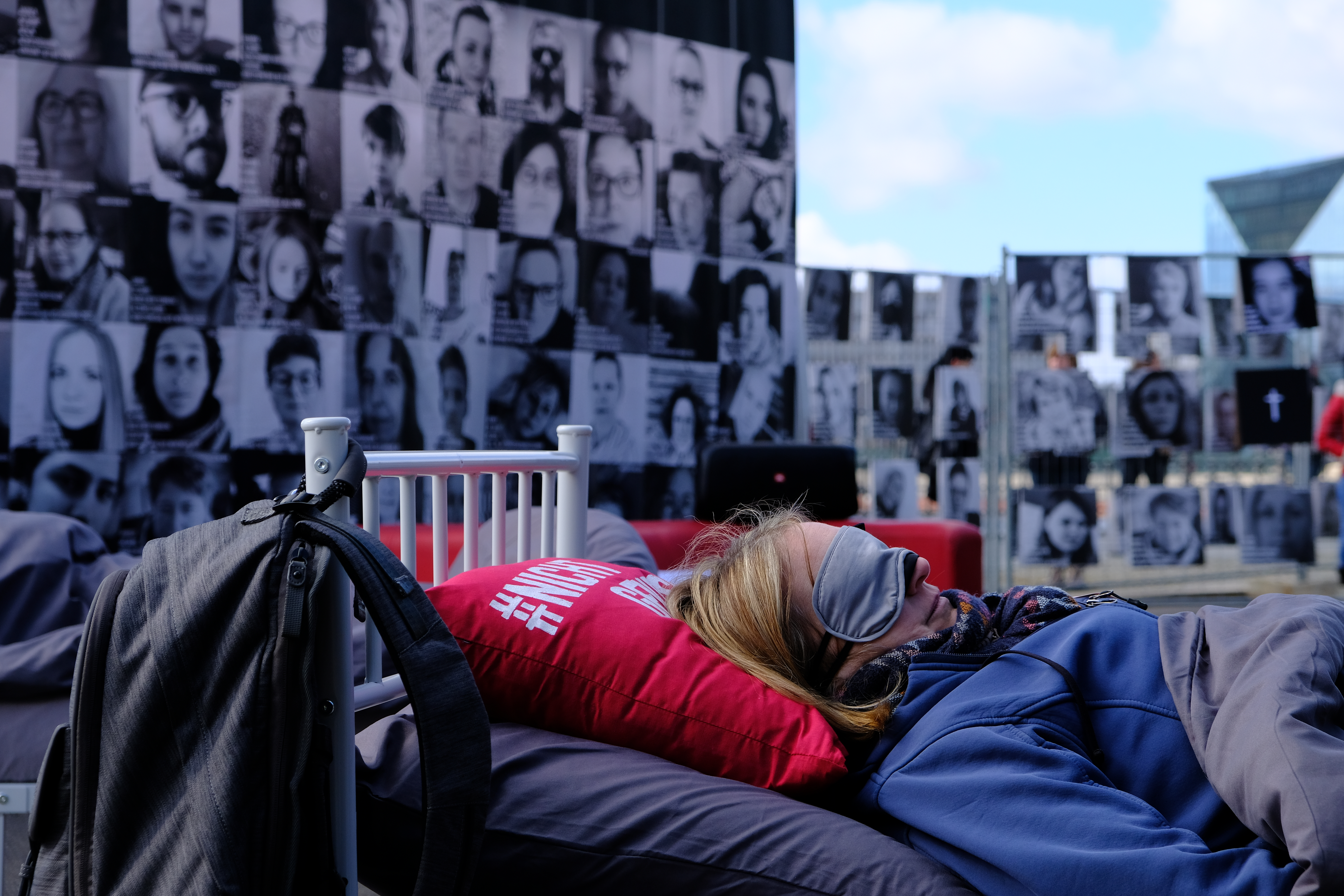
Aktion der Betroffeneninitiative NichtGenesen für Forschung am 15. März 2023 vor dem Bundesministerium für Bildung und Forschung

Seit dem Jahr 2023 rufen Betroffene am 15. März anlässlich des Long COVID Awareness Day international zu Aktionen für mehr Aufmerksamkeit und die Anerkennung der Krankheit auf. Proteste finden hauptsächlich in den sozialen Medien oder stellvertretend durch Nichtbetroffene statt. Außerdem wird auf den volkswirtschaftlichen Schaden durch die Krankheit hingewiesen.

### NichtGenesen
Die größte Betroffeneninitiative ist NichtGenesen. Die Initiative sammelt auf ihrer Website Fotos von Erkrankten und sorgte mit medienwirksamen Aktionen vor dem Reichstagsgebäude sowie dem Bundesministerium für Bildung und Forschung wiederholt für Aufmerksamkeit. Vertreterinnen und Vertreter führen immer wieder Gespräche mit Politikerinnen und Politikern des Bundestags sowie der Landtage zur Verbesserung der Situation für die Betroffenen.

### Leit- und Richtlinien
- Susanne Rabady et al.: Leitlinie S1 für das Management postviraler Zustände am Beispiel Post-COVID-19. In: Wiener Klinische Wochenschrift. Band 135, Nr. 4, 1. Juli 2023, S. 525–598, doi:10.1007/s00508-023-02242-z.
- Richtlinie über eine berufsgruppenübergreifende, koordinierte und strukturierte Versorgung für Versicherte mit Verdacht auf Long-COVID und Erkrankungen, die eine ähnliche Ursache oder Krankheitsausprägung aufweisen (Long-COVIDRichtlinie/LongCOV-RL) (PDF; 0,1 MB), Gemeinsamer Bundesausschuss, 21. Dezember 2023, abgerufen am 29. Juli 2024.
- S1-Leitlinie Long/Post-COVID der Deutschen Gesellschaft für Pneumologie und Beatmungsmedizin. In: AWMF online (Stand Mai 2024)
- S2k-Leitlinie COVID-19 und (Früh-) Rehabilitation der Deutschen Gesellschaft für Neurorehabilitation. In: AWMF online (Stand Dezember 2023)

### Forschungsübersichten
- Ziyad Al-Aly et al.: Long COVID science, research and policy. In: Nature Medicine. August 2024, doi:10.1038/s41591-024-03173-6 (englisch).
- Hannah Davis et al.: Long COVID: major findings, mechanisms and recommendations. In: Nature Reviews Microbiology. Band 21, Nr. 3, März 2023, doi:10.1038/s41579-022-00846-2 (englisch).
- Deutsche Gesellschaft für Kardiologie – Herz- und Kreislaufforschung: Positionspapier zum Post-COVID-Syndrom. In: Die Kardiologie. Februar 2025, doi:10.1007/s12181-024-00722-8.
- Trisha Greenhalgh et al.: Long COVID: a clinical update. In: The Lancet. Juli 2024, doi:10.1016/S0140-6736(24)01136-X (englisch).
- National Academies of Sciences, Engineering, and Medicine: Long-term Health Effects of COVID-19: Disability and Function Following SARS-CoV-2 Infection. The National Academies Press, Washington, D.C. 2024, ISBN 978-0-309-71860-8, doi:10.17226/27756 (englisch).

## Mediale Verarbeitung

### Filme und Dokumentationen
- Hirschhausen und Long Covid – Die Pandemie der Unbehandelten, Deutschland 2022, Das Erste, ARD-Mediathek
- Re: Long Covid und kein Ende – Die unheimliche Krankheit, von Anni Brück und Beate Schwarz, Deutschland 2023, ARTE
- Hirschhausen – was von Corona übrig bleibt, Deutschland 2023, Das Erste, ARD-Mediathek
- Chronisch krank, aber niemand glaubt dir, ZDF Magazin Royale, Deutschland 2024, ZDF-Mediathek
- Hirschhausen und der lange Schatten von Corona, WDR, Deutschland 2024, ARD-Mediathek
- Long Covid – Falsche Behandlungen in Reha-Kliniken, Kassensturz, SRF, Schweiz 2024, Play SRF

### Audiobeiträge und Podcasts
- Long Covid und ME/CFS – Krimi um eine Krankheit, von Nicolas Morgenroth, WDR 5 Das Feature, Deutschland 2022, WDR-Mediathek
- Auf Krücken rein, im Rollstuhl raus – Post-Covid-Behandlung und PEM, von Nicolas Morgenroth, Deutschlandfunk Kultur, Deutschland 2023, Internetauftritt
- Corona-Folgen: So lebt eine 14-Jährige mit Post-Covid, von Anette Kolb, BR24, Deutschland 2024, Internetauftritt
- Long Covid: Wenn die Symptome nicht enden wollen, von Nik Potthoff, Deutschlandfunk Nova, Deutschland 2024, Internetauftritt